# باب اوتس
باب اوتس (انگلیسی: Bob Oates؛ زادهٔ ۲۶ ژوئیهٔ ۱۹۵۶) بازیکن فوتبال اهل بریتانیا است.
از باشگاه‌هایی که در آن بازی کرده‌است می‌توان به باشگاه فوتبال روچدیل و باشگاه فوتبال اسکانتورپ یونایتد اشاره کرد.
وی همچنین در تیم ملی فوتبال زیر ۱۸ سال انگلستان بازی کرده‌است.